# Frühling
Frühling è una serie televisiva tedesca prodotta da UFA Fiction e Seven Dogs Filmproduktion  e trasmessa dal 2011 sull'emittente ZDF. Protagonista della serie è l'attrice Simone Thomalla; altri interpreti principali sono Marco Girnth, Johannes Herrschmann, Kristo Ferkić, Caroline Ebner e Julia Beautx.
Della serie sono state prodotte 12 stagioni, per un totale di 43 episodi: il primo episodio, fu trasmesso in prima visione il 19 giugno 2011..

## Trama
Protagonista delle vicende è Katja Baumann, una giovane donna di professione infermiera, che dà ancora una volta prova del suo gran cuore quando decide di rinunciare a una vacanza con il marito per aiutare a mandare avanti la fattoria di Inge Lechner, una donna malata di cancro che vive in un paesino della Baviera.

## Episodi
| Stagione            | Puntate | Prima TV Germania | Prima TV Italia |
| ------------------- | ------- | ----------------- | --------------- |
| Prima stagione      | 2       | 2011              | inedita         |
| Seconda stagione    | 2       | 2013              | inedita         |
| Terza stagione      | 3       | 2014              | inedita         |
| Quarta stagione     | 26      | 2015              | inedita         |
| Quinta stagione     | 2       | 2016              | inedita         |
| Quinta stagione     | 3       | 2017              | inedita         |
| Settima stagione    | 4       | 2018              | inedita         |
| Ottava stagione     | 5       | 2019              | inedita         |
| Nona stagione       | 4       | 2020              | inedita         |
| decima stagione     | 5       | 2021              | inedita         |
| undicesima stagione | 5       | 2022              | inedita         |

## Personaggi e interpreti
- Katja Baumann, interpretata da Simone Thomalla (s. 1-in corso).
- Mark Weber, interpretato da Marco Girnth (s. 1-11).[2][3]
- Padre Sonnleitner, interpretato da Johannes Herrschmann (s. 4-in corso).[2][3]
- Adrian Steinmann, interpretato da Kristo Ferkić (s. 1-11).[2][3]
- Jan Steinmann, interpretato da Christoph M. Ort (s. 7-in corso).[2]
- Dott.ssa Stefanie Schneiderhahn, interpretata da Caroline Ebner (s. 3-in corso).[2][3]
- Lilly Engel, interpretata da Julia Beautx (s. 7-in corso).[2][3]
- Nora Kleinke, interpretata da Aniya Wendel (s. 7-in corso).[2]
- Tom Kleinke, interpretato da Jan Sosniok (s. 7-in corso).[2]
- Catalina Navarro Kirner, interpretata da Heidrun Niedermayer (s. 3-in corso).[2]
- Kiki Baumann, interpretata da Carolyn Genzkow (s. 2-8).[2]
- Sig.ra Hagen, interpretata da Bettina Mittendorfer (s. 6-8).[2]
- Leslie Wolf, interpretata da Nadine Wrietz (s. 8-in corso).[2]
- Filipa, interpretata da Cristina do Rego (s. 6-8).[2]
- Michelle Schmid, interpretata da Johanna Klante (s. 5-8).[2]
- Prof. Gabriel, interpretato da Peter Sattmann (s. 5-8).[2]